# Castle Hedingham
Castle Hedingham is een civil parish in het bestuurlijke gebied Braintree, in het Engelse graafschap Essex. De plaats telt 1201 inwoners.